# Le Paraclet
Le Paraclet (auch Abbaye du Paraclet, Latein: Paraclitus, deutsch: Paraklet, Kloster des Paraklet oder Paraklet-Kloster) war ein Nonnenkloster am Flüsschen Ardusson nahe Nogent-sur-Seine in der Champagne. Der Ort liegt heute auf dem Gebiet der Gemeinde Ferreux-Quincey im Département Aube.

## Geschichte
1122–1123 gründete Petrus Abaelardus hier eine Einsiedelei mit einem Oratorium, das er kurze Zeit später dem Parakleten weihte (einer biblischen Bezeichnung für den Heiligen Geist). Bald siedelten sich Studenten an, um sich von dem berühmten Theologielehrer unterrichten zu lassen.
Nachdem Abaelard 1128 zum Abt des Klosters Saint-Gildas-en-Rhuys gewählt worden war, verließ er den Paraclet. Als Abt Suger von Saint-Denis 1129 die Benediktinerinnen von Argenteuil mit deren Priorin, Abaelards Ehefrau Heloisa, aus ihrem Kloster vertrieben hatte, übergab ihnen Abaelard das verwaiste Besitztum in der Champagne. Heloisa baute zunächst als Priorin und ab 1135 als Äbtissin das alsbald prosperierende Kloster auf. Abaelard verfasste Hymnen, Predigten und Ordensregeln für das neue Frauenkloster und blieb als geistlicher Berater brieflich mit Heloisa verbunden.

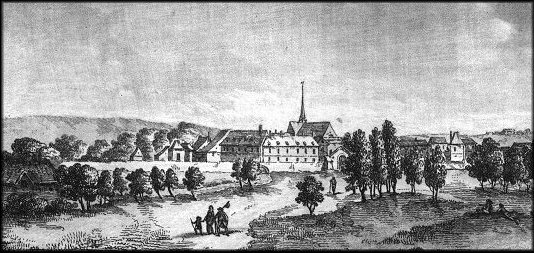
Das Paraclet-Kloster kurz vor der Zerstörung in der Französischen Revolution – Kupferstich von 1793.

Die genaue Klosterorganisation ist nicht bekannt, die räumliche Anlage kann aufgrund der Quellen jedoch gut erschlossen werden.
Der Regelentwurf Abaelards, der allerdings mehr der exegetischen Untermauerung des neuen Ordens als seiner praktischen Organisation galt, scheint nicht in allen Teilen umgesetzt worden zu sein; die überlieferten Institutiones nostrae orientieren sich in ihrer Kürze am damals üblichen Standard, wobei jedoch zu Lebzeiten der ersten Äbtissin in den Urkunden nie von der Benediktsregel, sondern immer von der „ordo Paraclitensis“ die Rede ist. Heloisa achtete bei der praktischen Klosterorganisation auf Abaelards Rat hin auf eine nur geringe Konventstärke – die Zahl von 20 Chornonnen wurde auch in der Folge nur selten überschritten –, entwickelte deshalb einen Flächenverband mit fünf kleineren Prioraten und einem Filialkloster in La Pommeraie (als Alterssitz für Mathilde von Kärnten, Gräfin der Champagne). Besonders bei der Konstitution des letzteren achtete Heloisa peinlich darauf, dass der Orden des Paraklet durch den Hochadel nicht unterwandert werden konnte, wohl beeindruckt durch die negative Entwicklung des Ordens von Fontevraud, zu dem sie über verwandtschaftliche Beziehung besondere Affinität hatte. Das Mutterkloster Paraklet selbst unterhielt in der Folge nachweislich einige Priester und Brüder für die Bewirtschaftung, ein richtiger Männerkonvent mit dem von Abaelard gewünschten Abt an der Spitze konstituierte sich nicht. Schon bald, im Jahr 1147, gelang Heloisa die Befreiung aus bischöflicher Bevormundung, durch eine Exemptionsbulle Papst Eugens III.
Im so genannten petit moustier des Paraclet, wohl an der Stelle von Abaelards einstigem Oratorium, wurden Peter Abaelard im Jahr 1142 und Heloisa im Jahr 1164 in einer gemeinsamen Gruft begraben.
Erst 1198 wurde der Konvent durch Papst Innozenz III. der Benediktsregel unterstellt, der Klosterverband überdauerte in der Folge fast sieben Jahrhunderte. Die lokale Verehrung der Klostergründer setzte sich bis zuletzt ungebrochen fort.
In der Zeit der Französischen Revolution wurde der Konvent aufgelöst. Die Klostergebäude wurden am 14. November 1792 durch den Staat verkauft und bis 1794 fast vollständig abgetragen.

## Überreste
Der südlich der Abtei gelegene Gutshof des Klosters überstand die Französische Revolution. Die meisten Bauten stammen aus dem frühen 17. Jahrhundert, als der Hof nach einem Brand fast ganz neu erbaut wurde, der altertümlich anmutende „Cellier aux moines“ geht höchstens in gewissen Mauerteilen bis auf die Gründerzeit zurück.
Heute steht auf dem einstigen Klosterareal ein Gutshaus mit dem Namen „Maison abbatiale“, es handelt sich jedoch um einen Neubau des 19. Jahrhunderts.
Von der einstigen Klosterkirche hat sich nur die niedere Gruft erhalten, in der einst Heloisa und Abaelard bestattet waren. Den Ort ziert ein Obelisk, daneben befindet sich eine kleine Gedenkkapelle neueren Datums.
Der einstige Auwald ist in einen Park umgestaltet. Das gesamte Anwesen befindet sich heute in Privatbesitz, kann jedoch zeitweise besichtigt werden.